# Zemo Machara
Zemo Machara (en georgiano: ზემო მაჭარა; en abjasio: Маҷара аҳабла, romanizado: Machara Ajabla; en armenio: Վերին Մաճարա) es una aldea que pertenece a la parcialmente reconocida República de Abjasia, parte del distrito de Gulripshi, aunque de iure pertenece al municipio de Gulripshi de la República Autónoma de Abjasia de Georgia.

## Toponimia
La aldea era conocida anteriormente con el nombre de Meore Machara (en georgiano: მეორე მაჭარა).

## Geografía
Zemo Machara se encuentra en las estribaciones montañosas de Abjasia, en el lado izquierdo del río Machara. La aldea está a 10 km de Gulripshi y se administra desde el pueblo de Merjeuli.

## Historia
Los armenios llegaron de los pueblos alrededor de Samsun y Ordu en 1897.

## Demografía
La evolución demográfica de Zemo Machara entre 1959 y 1989 fue la siguiente:
| 663                                                 | 684 |
| (Fuente: Population of Abkhazia since Soviet times) |     |

Antes de la guerra de Abjasia, la mayoría de la población local eran armenios y georgianos.

## Economía
Los residentes se dedican al cultivo de tabaco, té y maíz, horticultura, sericultura, apicultura y ganadería. 

## Infraestructura

### Educación
El pueblo tenía escuelas primarias georgianas de ocho años y armenias.